# Cladonia kurokawae
Cladonia kurokawae Ahti & S. Stenroos (1996), è una specie di lichene appartenente al genere Cladonia,  dell'ordine Lecanorales.
Il nome proprio deriva dal botanico e lichenologo giapponese Syo Kurokawa (1926 - vivente).

## Caratteristiche fisiche
Il fotobionte è principalmente un'alga verde delle Trentepohlia.

## Habitat
Lichene fruticoso che cresce su suolo.

## Località di ritrovamento
La specie è stata rinvenuta nelle seguenti località:
- Cina (Hunan);
- Giappone (Nakasatomura, nella prefettura di Ibaraki);
- Taiwan

## Tassonomia
Questa specie viene attribuita alla sezione Cladonia; a tutto il 2008 non sono state identificate forme, sottospecie e varietà.